# إيفلين نيومان
إيفلين نيومان (بالإنجليزية: Eve Newman)‏ هي مونتيرة أمريكية، ولدت في 24 يوليو 1915 في كاليفورنيا في الولايات المتحدة، وتوفيت في 10 أكتوبر 2003 في لوس أنجلوس في الولايات المتحدة.

## وصلات خارجية
- إيفلين نيومان على موقع IMDb (الإنجليزية)
- إيفلين نيومان على موقع ألو سيني (الفرنسية)
- إيفلين نيومان على موقع أول موفي (الإنجليزية)
- إيفلين نيومان على موقع قاعدة بيانات الأفلام السويدية (السويدية)
- إيفلين نيومان على موقع قاعدة بيانات الفيلم (الإنجليزية)
- إيفلين نيومان على موقع كينوبويسك (الروسية)